# Smithburne River
Der Smithburne River ist ein Flussarm des Gilbert River im Norden des australischen Bundesstaates Queensland.

## Geographie

### Flusslauf
Der Flussarm zweigt bei Miranda Downs vom Hauptfluss ab und bildet den südlichen Teil des Deltas. Er fließt nach Westnordwest und mündet etwa 50 Kilometer nördlich von Karumba in den Golf von Carpentaria.

### Nebenarme mit Mündungshöhen
Der Smithburne River besitzt zwei weitere Nebenarme mit eigenem Namen:
- Lily Creek – 6 m
- Duck Creek – 5 m

### Durchflossene Seen
Er durchfließt folgende Seen/Stauseen/Wasserlöcher:
- Bird Waterhole – 26 m
- Blackfellow Lagoon – 23 m
- Wombies Lagoon – 23 m